# Giovanni Battaglin
Giovanni Battaglin (Marostica, 22 juli 1951) is een voormalig Italiaans wielrenner die bekend stond als een goede klimmer. Hij won in 1981 zowel de Ronde van Italië 1981 als die van Spanje. Opvallend was dat er slechts drie dagen tussen het einde en begin van deze twee ronden waren. In de Ronde van Frankrijk en die van Zwitserland won hij het bergklassement. Battaglin was beroepswielrenner van 1973 tot 1984.
In 1979 werd Battaglin bij de dertiende etappe van de Tour de France betrapt op het gebruik van verboden middelen. Battaglin was op dat moment de leider van het bergklassement en kreeg een tijdstraf van tien minuten in het algemeen klassement. Ook verloor hij de bergklassement-punten plus tien punten extra die hij bij deze etappe had verdiend. Hierdoor verloor Battaglin tijdelijk de leiding in dit klassement, maar sloot de Tour de France uiteindelijk af als winnaar van dit klassement.

## Belangrijkste overwinningen
1972
- Ronde van Italië voor beloften
- Freccia dei Vini - Memorial Dott. Luigi Raffele

1973
- Ronde van Lazio

1974
- Ronde van de Apennijnen
- Morrovalle
- Colbordolo

1975
- Coppa Sabatini
- 3e etappe Ronde van Italië
- 13e etappe Ronde van Italië
- 5e etappe Ronde van Catalonië
- 2e etappe Ronde van Puglia
- Eindklassement Ronde van Puglia
- Colbordolo

1976
- 2e etappe Ronde van Frankrijk

1977
- Carpineti
- GP Montelupo

1978
- Coppa Bernocchi
- Rossano Veneto
- Acicatena
- 6e etappe Ronde van Zwitserland
- 7e etappe Ronde van Zwitserland
- 8e etappe Ronde van Zwitserland

1979
- 2e etappe Ronde van het Baskenland
- 5e etappe B Ronde van het Baskenland
- Eindklassement Ronde van het Baskenland
- Bergklassement Ronde van Frankrijk
- 7e etappe Ronde van Zwitserland
- Bergklassement Ronde van Zwitserland
- Trofeo Matteotti
- Ronde van Reggio Calabria
- Coppa Agostoni
- Coppa Placci
- Cavalese
- Col San Martino
- Turbigo

1980
- Milaan-Turijn
- Milaan-Vignola
- 18e etappe Ronde van Italië
- Coppa Placci
- Zambana di Trento
- Chignolo Po

1981
- 19 etappe Ronde van Italië
- Eindklassement Ronde van Italië
- 8e etappe B Ronde van Spanje
- Eindklassement Ronde van Spanje
- Capo d Elba
- Isola Elba
- Molteno
- Rho

1982
- Gatteo a Mare

1983
- Lariano

1984
- Col San Martino

## Ploegen
- Jolljceramica: 1973-1977
- Fiorella-Citroën: 1978
- Inoxpran: 1979-1984

## Resultaten in voornaamste wedstrijden
| Jaar | Ronde van Italië | Ronde van Frankrijk | Ronde van Spanje |
| ---- | ---------------- | ------------------- | ---------------- |
| 1973 | ↑                |                     |                  |
| 1974 | 6e               |                     |                  |
| 1975 | 18e (2)          | opgave              |                  |
| 1976 | opgave           | opgave (1)          |                  |
| 1977 | 46e              |                     |                  |
| 1978 | opgave           |                     |                  |
| 1979 |                  | 6e                  |                  |
| 1980 | ↑                |                     |                  |
| 1981 | ↑ (1)            |                     | ↑ (1)            |
| 1982 |                  | opgave              |                  |
| 1983 | opgave           |                     |                  |
| 1984 | 50e              | opgave              |                  |

| Jaar | Milaan-San Remo | Gent-Wevelgem | Luik-Bast.‑Luik | Ronde van Lombardije |  | WK op de weg |  | Wereldranglijsten |
| ---- | --------------- | ------------- | --------------- | -------------------- |  | ------------ |  | ----------------- |
| 1973 |                 |               |                 |                      |  | 30e          |  |                   |
| 1974 |                 |               |                 |                      |  | 10e          |  |                   |
| 1975 |                 |               |                 |                      |  |              |  | 65e (SPP)         |
| 1976 |                 |               | 23e             |                      |  |              |  |                   |
| 1977 |                 | 35e           |                 |                      |  | 31e          |  |                   |
| 1978 |                 |               |                 |                      |  | 17e          |  |                   |
| 1979 |                 |               |                 | ↑                    |  | 6e           |  | 17e (SPP)         |
| 1980 |                 |               |                 |                      |  | 10e          |  |                   |
| 1981 |                 |               |                 |                      |  | 26e          |  | 6e (SPP)          |
| 1982 |                 |               |                 |                      |  |              |  |                   |
| 1983 | 71e             |               |                 |                      |  |              |  |                   |
| 1984 |                 |               |                 |                      |  |              |  |                   |